# Matěj Hanousek
Matěj Hanousek (ur. 2 czerwca 1993 w Pradze) – czeski piłkarz, występujący na pozycji lewego obrońcy w tureckim klubie Gençlerbirliği SK.

## Kariera piłkarska
Swoją karierę piłkarską Hanousek rozpoczął w klubie Sokol Řepy, następnie przeniósł się do stolicy, gdzie występował w drużynach juniorskich Bohemians 1905, a później Slavii Praga. Następnie rozpoczął treningi w juniorach Dukli Praga. W 2012 awansował do kadry pierwszej drużyny i 26 maja 2013 zadebiutował w niej w pierwszej lidze czeskiej w wygranym 2:1 domowym meczu z FK Mladá Boleslav. W Dukli grał do lata 2015.
Latem 2015 Hanousek przeszedł do FK Jablonec. Swój debiut w Jabloncu zanotował 25 września 2015 w przegranym 1:2 domowym meczu z FK Mladá Boleslav.
7 stycznia 2019 dołączył do Sparty Praga.
7 lipca 2021 został wypożyczony na rok, z opcją pierwokupu, ze Sparty Praga do Wisły Kraków. Wypożyczenie zakończyło się 7 czerwca 2022.

## Kariera reprezentacyjna
Hanousek grał w młodzieżowych reprezentacjach Czech na różnych szczeblach wiekowych. W 2015 roku wystąpił z reprezentacją U-21 na Mistrzostwach Europy U-21.

## Statystyki kariery
| Klub                | Sezon              | Liga               | Liga    | Liga   | Puchar kraju | Puchar kraju | Kontynentalne | Kontynentalne | Suma    | Suma   |
| Klub                | Sezon              | Poziom             | Występy | Bramki | Występy      | Bramki       | Występy       | Bramki        | Występy | Bramki |
| ------------------- | ------------------ | ------------------ | ------- | ------ | ------------ | ------------ | ------------- | ------------- | ------- | ------ |
| Dukla Praga         | 2012/2013          | 1. ČFL             | 1       | 0      | —            | —            | —             | —             | 1       | 0      |
| Dukla Praga         | 2013/2014          | 1. ČFL             | 16      | 0      | 5            | 0            | —             | —             | 21      | 0      |
| Dukla Praga         | 2014/2015          | 1. ČFL             | 27      | 0      | 0            | 0            | —             | —             | 27      | 0      |
| Dukla Praga         | Łącznie            | Łącznie            | 44      | 0      | 5            | 0            | —             | —             | 49      | 0      |
| FK Jablonec         | 2015/2016          | 1. ČFL             | 12      | 0      | 3            | 0            | —             | —             | 15      | 0      |
| FK Jablonec         | 2016/2017          | 1. ČFL             | 17      | 0      | 1            | 0            | —             | —             | 18      | 0      |
| FK Jablonec         | 2017/2018          | 1. ČFL             | 28      | 0      | 4            | 0            | —             | —             | 32      | 0      |
| FK Jablonec         | 2018/2019          | 1. ČFL             | 19      | 0      | 2            | 0            | 6             | 0             | 27      | 0      |
| FK Jablonec         | Łącznie            | Łącznie            | 76      | 0      | 10           | 0            | 6             | 0             | 92      | 0      |
| Sparta Praga        | 2018/2019          | 1. ČFL             | 16      | 1      | 2            | 0            | —             | —             | 18      | 1      |
| Sparta Praga        | 2019/2020          | 1. ČFL             | 26      | 0      | 4            | 2            | 2             | 0             | 32      | 2      |
| Sparta Praga        | 2020/2021          | 1. ČFL             | 25      | 0      | 1            | 0            | 4             | 0             | 30      | 0      |
| Sparta Praga        | Łącznie            | Łącznie            | 67      | 1      | 7            | 2            | 6             | 0             | 80      | 3      |
| Wisła Kraków (wyp.) | 2021/2022          | Ekstraklasa        | 31      | 0      | 4            | 0            | —             | —             | 35      | 0      |
| Łącznie w karierze  | Łącznie w karierze | Łącznie w karierze | 218     | 1      | 26           | 2            | 12            | 0             | 256     | 3      |